# Taeniodera sannio
Taeniodera sannio är en skalbaggsart som beskrevs av Oliver Erichson Janson 1883. Taeniodera sannio ingår i släktet Taeniodera och familjen Cetoniidae. Inga underarter finns listade i Catalogue of Life.